# Felimare orsinii
Il doride di Orsini (Felimare orsinii (Vérany, 1846)) è un mollusco nudibranchio della famiglia Chromodorididae.

## Descrizione
Corpo di colore blu, talvolta violetto, caratteristiche le strisce unicamente bianche, sia sul dorso che sui lati dove possono essere parzialmente giallastre. Rinofori di colore blu. Lunghezza fino a 2 centimetri.

## Biologia
Reperibile spesso su spugne del genere Cacospongia (Cacospongia mollior, Cacospongia scalaris) Cliona celata, Dysidea fragilis, Hymeniacidon sanguinea, Ircinia fasciculata, del genere Petrosia (Petrosia dura e Petrosia ficiformis).

## Distribuzione e habitat
Endemico del Mar Mediterraneo occidentale.

## Specie affini
Talvolta confuso con Felimare tricolor, che presenta però alcune linee di colore giallo, o  con F. gasconi, che però presenta linee gialle e una linea bianca sui rinofori.